# Rozumní
Rozumní (registrováno jako ROZUMNÍ; zkratka Rozumní; do roku 2017 oficiální název Strana zdravého rozumu, v letech 2009–2014 Suverenita – Strana zdravého rozumu) byla česká pravicová až krajně pravicová nacionalistická politická strana. Předsedou strany byl od jejího vzniku Petr Hannig.
Od svého vzniku v roce 2002 strana mnohokrát změnila svůj název. Ve volbách do Poslanecké sněmovny v roce 2010 strana kandidovala společně se stranou Politika 21 a její volební lídryní byla Jana Bobošíková. Před volbami v roce 2013 se však Suverenita vedená Hanningem vůči Suverenitě vedené Bobošíkovou vymezovala s tím, že s jejími tehdejšími aktivitami neměla nic společného.

## Historie
Strana zdravého rozumu byla zaregistrována 5. března 2002. V tomtéž roce uspěla v komunálních volbách v Havířově, když s 5,2 % obdržela 2 mandáty.
V senátních volbách v roce 2008 v některých obvodech spolupracovala s Českou stranou národně socialistickou. V krajských volbách sestavila s ČSNS 2005 v Libereckém kraji koalici Národní socialisté a Rozumní, v Jihočeském kraji v koalici „Dohoda pro změnu“ a v ostatních krajích kandidovala samostatně.
Pro volby do Evropského parlamentu v roce 2009 uzavřela strana koalici se stranou Politika 21 a tato koalice získala 4,26 % hlasů. Ve volbách do Poslanecké sněmovny v roce 2013 pod názvem Suverenita – Strana zdravého rozumu obdržela 0,27% hlasů.
Od roku 2017 strana spolupracovala s ultranacionalistickou stranou Národní demokracie.
Ve volbách do Poslanecké sněmovny v roce 2021 členové strany kandidovali na kandidátkách Aliance pro budoucnost. Společně obdrželi 11 531 hlasů (0,21 %), a nezískali tak žádný mandát.
V červnu 2022 strana oznámila vznik koalice se stranami Česká Suverenita a DOMOV pro volby do zastupitelstev obcí v roce 2022 v Praze a předsedu strany DOMOV Davida Tygra Ploce jako kandidáta na primátora.
V prezidentských volbách v roce 2023 strana podporovala poslance SPD Jaroslava Baštu.
V červnu 2024 se strana účastnila voleb do Evropského parlamentu jako součást koaliční kandidátní listiny ALIANCE ZA NEZÁVISLOST ČR – proti přijetí eura! Jejím lídrem byl Hynek Blaško.

## Vývoj názvu
- Strana zdravého rozumu (SZR) – od 5. března 2002
- Suverenita – Strana zdravého rozumu (Suverenita) – od 20. července 2009
- Suverenita – blok Jany Bobošíkové, strana zdravého rozumu (Suverenita) – od 26. ledna 2010
- Suverenita – Strana zdravého rozumu (Suverenita) – od 30. listopadu 2010
- Strana zdravého rozumu – NECHCEME EURO – za Evropu svobodných států (Rozumní) – od 10. února 2014
- Strana zdravého rozumu (Rozumní) – od 14. července 2014
- Strana zdravého rozumu – ne ilegální imigraci – peníze raději pro naše lidi (Rozumní) – od 5. listopadu 2015
- ROZUMNÍ – stop migraci a diktátu EU – peníze našim občanům, důchodcům, dětem, zdravotně postiženým... (Rozumní) – od 12. dubna 2017
- ROZUMNÍ (Rozumní) – od 15. května 2018
- ROZUMNÍ – Petr Hannig – za spravedlnost a životní jistoty (Rozumní) – od 12. prosince 2019
- ROZUMNÍ (Rozumní) – od 16. prosince 2021

## Volební výsledky

### Volby do Poslanecké sněmovny
| Volby | Počet hlasů | %    | Počet mandátů |
| ----- | ----------- | ---- | ------------- |
| 2002  | 10 849      | 0,22 | 0             |
| 2006  | 24 828      | 0,46 | 0             |
| 2010  | 192 145     | 3,67 | 0             |
| 2013  | 13 538      | 0,27 | 0             |
| 2017  | 36 528      | 0,72 | 0             |
| 2021  | 11 531      | 0,21 | 0             |

### Volby do Evropského parlamentu
| Volby | Počet hlasů | %    | Počet mandátů |
| ----- | ----------- | ---- | ------------- |
| 2004  | 6 316       | 0,27 | 0             |
| 2009  | 100 514     | 4,26 | 0             |
| 2014  | 24 724      | 1,63 | 0             |

### Volby do Senátu
| Volby   | 2002 | 2004 | 2004 | 2006 | 2007 | 2008 | 2010 | 2011 | 2012 | 2014 | 2016 | 2018 | 2020 |
| ------- | ---- | ---- | ---- | ---- | ---- | ---- | ---- | ---- | ---- | ---- | ---- | ---- | ---- |
| Mandáty | 0    | 0    | 0    | 0    | 0    | 0    | 0    | 0    | 0    | 0    | 0    | 0    | 0    |

### Volby do zastupitelstev krajů
| Volby | Počet hlasů | %    | Počet mandátů |
| ----- | ----------- | ---- | ------------- |
| 2004  | 2 450       | 0,12 | 0             |
| 2008  | 12 602      | 0,43 | 0             |
| 2012  | 5 982       | 0,23 | 0             |
| 2016  | 9 319       | 0,37 | 0             |

### Volby do zastupitelstev obcí
| Volby | Hlasy v % | Mandáty |
| ----- | --------- | ------- |
| 2002  | 0,05      | 2       |
| 2006  | 0,12      | 14      |
| 2010  | 0,75      | 61      |
| 2014  | 0,02      | 4       |
| 2018  | 0,07      | 6       |
| 2022  | 0,02      | 11      |

### Prezidentské volby
| Volby | Kandidát    | Počet hlasů | Hlasy v % | Poznámky                                                               |
| ----- | ----------- | ----------- | --------- | ---------------------------------------------------------------------- |
| 2018  | Petr Hannig | 29 228      | 0,56      | Petr Hannig podpořil v druhém kole prezidentských voleb Miloše Zemana. |